# Gilad Katz
Gilad Ogen Katz (* 15. Juli 1968 in Ramat Gan) ist ein ehemaliger israelisch-deutscher Basketballspieler.

## Werdegang
Der Sohn einer Psychologin und eines Ingenieurs kam in der Schule mit dem Basketballsport in Berührung. Im August 1985 nahm er mit der israelischen Jugendnationalmannschaft an der Kadetteneuropameisterschaft in Bulgarien teil, dort kam er auf durchschnittlich drei Punkte pro Turniereinsatz.
Im Verein war der 1,90 Meter große Aufbauspieler ab der Saison 1987/88 für die Herrenmannschaft von Maccabi Tel Aviv im Einsatz. 1988 und 1989 erreichte er mit der Mannschaft das Endspiel des Europapokals der Landesmeister (Niederlagen gegen Mailand und Split), kam dort aber jeweils nicht zum Einsatz. Er blieb vorerst bis 1990 bei Maccabi und bestritt zwischen 1990 und 1992 unter Trainer Jim Calhoun dann 25 Spiele für die Mannschaft der University of Connecticut in den Vereinigten Staaten. Katz erreichte in diesen Einsätzen im Mittel 2,6 Punkte je Begegnung. Er erlangte an der Hochschule einen Abschluss in Betriebswirtschaftslehre. In der Saison 1992/93 war er wieder Mitglied von Maccabi Tel Aviv. Er gewann in seiner Maccabi-Zeit 1988, 1989 und 1990 die israelische Meisterschaft sowie 1989 und 1990 ebenfalls den Pokalwettbewerb. Katz erreichte in Maccabis Farben in der Saison 1992/93 mit 7,2 je Begegnung seinen besten Punkteschnitt.
1993/94 stand er in seiner Heimatstadt bei Beitar Ramat Gan unter Vertrag und steigerte seinen Punkteschnitt auf 11,3 je Begegnung, was den besten Wert seiner Karriere in der ersten Liga Israels bedeutete. Von 1994/95 spielte er bei Hapoel Tel Aviv, 1995/96 wieder bei Maccabi Tel Aviv, war aber mit zwei Ligaeinsätzen wenig am Gewinn der Meisterschaft und des Pokals in dieser Spielzeit beteiligt.
Katz, der auch über die deutsche Staatsbürgerschaft verfügt, nahm ein Angebot des Bundesligisten TSV Bayer 04 Leverkusen an und wechselte in Hinblick auf die Saison 1996/97 zu den Rheinländern. Am Jahresende 1996 verließ er Leverkusen, blieb aber in der Bundesliga und spielte bis zum Abschluss der Saison bei der BG Ludwigsburg. Mit der Mannschaft ereilte ihn der Abstieg aus der Bundesliga. Er kehrte nach Israel zurück und stand dort 1997/98 bei Rishon Letsion sowie 1998/99 bei Hapoel Tel Aviv unter Vertrag.
Katz wurde Trainer, arbeitete zeitweilig für den israelischen Basketballverband, als Co-Trainer von Guy Goodes bei Maccabi Rishon, für die Vereine Bnot Herzliya, für Maccabi Ashdod und Yavneh.